# Chasse à la gazelle dans le Hodna
Chasse à la gazelle dans le Hodna est une peinture orientaliste d'Eugène Fromentin, réalisée en 1856. Elle se caractérise par un format très horizontal, avec un placement des figures sur la gauche du tableau. Dès sa première exposition au Salon de peinture et de sculpture en 1857, elle est achetée par l'État français et envoyée au musée d'Arts de Nantes, où elle se trouve de nos jours.

## Description
Le tableau est signé en bas à droite : « Eug. Fromentin 56 ». Il mesure   0,98 × 1,95 m.
Il est caractérisé par un format très horizontal, donc très large, et la représentation d'une plaine vaste avec des montagnes. Cela permet de figurer une très vaste étendue. Ce format est donc adapté à une représentation du bassin du Hodna, qui est un grand marais salant quasiment sans végétation, situé au pied de montagnes.
L'une de ses particularités, qui en fait l'audace, est que toutes les figures apparaissent au centre au premier plan et dans la partie gauche du tableau, la partie droite étant équilibrée par la présence de montagnes élevées, en attirant le regard vers elles. L'action de chasse représentée n'est pas encore engagée, les personnages apparaissent en train d'échauffer leurs montures et de retenir leurs lévriers sloughi avant qu'ils ne s'élancent.

## Réalisation et inspirations
La peinture est inspirée par les voyages de Fromentin en Algérie (le dernier en 1853), et fait partie de ses scènes de chasses, qui sont aussi le thème l'ayant le plus inspiré, d'une part par goût personnel, et d'autre part car ce thème plaît aux amateurs d'art de l'époque.
Il en existe une version plus petite, intitulée Chasse aux gazelles, datée de 1857 et exposée au Musée des Beaux-Arts de La Rochelle,.

## Accueil critique
Selon la Gazette des beaux-arts, cette peinture fait partie des œuvres de Fromentin restées célèbres.

## Parcours du tableau
Ce tableau fait partie des sept œuvres que Fromentin expose au Salon de peinture et de sculpture de 1857, sous le no 1095,,. Il est immédiatement acheté par l'État, et envoyé au Musée d'Arts de Nantes, où il se trouve encore de nos jours.